# Amburana acreana
Amburana acreana är en ärtväxtart som först beskrevs av Adolpho Ducke, och fick sitt nu gällande namn av Albert Charles Smith. Amburana acreana ingår i släktet Amburana och familjen ärtväxter. IUCN kategoriserar arten globalt som sårbar. Inga underarter finns listade i Catalogue of Life.